# Avvelenamento delle studentesse iraniane
Con avvelenamento delle studentesse iraniane ci si riferisce a una serie di attacchi chimici durante i quali le studentesse di centinaia di scuole in Iran sarebbero state avvelenate da autori non identificati. Fenomeno diffusosi dal novembre 2022, presso l'Università di Tecnologia di Isfahan, e prolungatosi per i mesi successivi.
Secondo Amnesty International il numero di scuole prese di mira è superiore a 100, mentre il numero di studentesse coinvolte sarebbe superiore a 13mila, secondo i dati ufficiali.
Il Ministero della Salute iraniano ha dichiarato che "oltre il 90% dei problemi di salute è causato da stress o è stato inventato".
Nel febbraio 2023, Alireza Monadi, capo della Commissione per l'Istruzione, la Ricerca e la Tecnologia dell'Assemblea Consultiva Islamica, ha reso noto il rilevamento di Azoto (N2) nel veleno utilizzato in alcune scuole. Mentre l'azoto (che costituisce la maggior parte dell'atmosfera) è stato originariamente indicato dal governo iraniano come causa degli avvelenamenti, Morteza Khatami, vicepresidente della Commissione parlamentare per la salute, nel marzo 2023 ha dichiarato che l'azoto non giustifica i sintomi e le manifestazioni cliniche.
A marzo vengono arrestati dalle autorità iraniane un centinaio di individui considerati responsabili degli avvelenamenti. Alcuni di loro, secondo l'Agenzia di stampa della Repubblica Islamica, «hanno motivi ostili, cercano di creare paura e orrore fra la gente e gli studenti, far chiudere le scuole e creare pessimismo».
Le confessioni da parte dei presunti responsabili, trasmesse sulla TV iraniana, sono state condannate dagli osservatori internazionali in quanto estorte con la tortura e spesso sono risultate false.
L'Alto commissariato delle Nazioni Unite per i diritti umani ha condannato la reazione del governo iraniano.